# Journal of Cosmetic Dermatology
Das Journal of Cosmetic Dermatology, abgekürzt J. Cosmet. Dermatol., ist eine wissenschaftliche Fachzeitschrift, die vom Wiley-Blackwell-Verlag im Auftrag der International Academy of Cosmetic Dermatology und der Canadian Association of Aesthetic Medicine veröffentlicht wird. Die Zeitschrift erscheint mit vier Ausgaben im Jahr. Es werden Arbeiten aus der kosmetischen Dermatologie veröffentlicht.
Der Impact Factor lag im Jahr 2014 bei 0,876. Nach der Statistik des ISI Web of Knowledge wird das Journal mit diesem Impact Factor in der Kategorie Dermatologie an 52. Stelle von 63 Zeitschriften geführt.